# Вайскирхен-на-Трауне
Вайскирхен-на-Трауне (нем. Weißkirchen an der Traun) — коммуна (нем. Gemeinde) в Австрии, в федеральной земле Верхняя Австрия.
Входит в состав округа Вельс. Население составляет 2982 человека (на 1 января 2007 года). Занимает площадь 22 км². Официальный код — 41824.

## Политическая ситуация
Бургомистр коммуны — Норберт Хёпольдзедер (СДПА) по результатам выборов 2003 года.
Совет представителей коммуны (нем. Gemeinderat) состоит из 25 мест.
- СДПА занимает 13 мест.
- АНП занимает 11 мест.
- АПС занимает 1 место.